# Flygvapenchef
Flygvapenchef (FVC), tidigare Chefen för Flygvapnet (C FV), är i Sverige den generalsperson som är högste chef för försvarsgrenen Flygvapnet. Befattningen flygvapenchef infördes 1926 och i nuvarande form 2014.

## Historia
I ursprunglig form infördes befattningen flygvapenchef den 1 juli 1926, och var den befattningshavare som i fred ledde flygvapnet och dess utveckling. Befattningen avskaffades den 30 juni 1994, då ledningen för Sveriges försvarsmakt omorganiserades den 1 juli 1994. Flygvapenchef hade normalt graden generallöjtnant, och betecknades C FV (Chefen för Flygvapnet). Den 1 juli 1994 ersattes befattningen av Chefen för Flygvapenledningen (fortfarande en generallöjtnantsbefattning, men med ett mindre ansvarsområde), den 1 juli 1998 ersattes denna i sin tur med befattningen generalinspektör för Flygvapnet, senare omdöpt till flygvapeninspektör, och graden sänktes till generalmajor. Flygvapeninspektören ledde verksamheten från Flygtaktiska kommandot (FTK) i Uppsala.
Den 1 januari 2014 återinfördes befattningen flygvapenchef, fast nu i kortform FVC, inom Försvarsmakten. Befattningen har inte samma uppgift som innan 1994 utan har som uppgift att produktionsleda förbanden inom flygvapnet, och vara deras främste företrädare genom att omhänderta Försvarsmaktens traditioner.

## Sveriges chefer för flygvapnet
Till 1937 var kungen formellt chef för flygvapnet.
| Nr |  | Flygvapenchef                                 | Tillträdde       | Avgick            |
| -- |  | --------------------------------------------- | ---------------- | ----------------- |
| 1  |  | Generalmajor Karl Amundson                    | 1 juli 1926      | 25 februari 1931  |
| 2  |  | Generalmajor Eric Virgin                      | 26 februari 1931 | 30 juni 1934      |
| 3  |  | Generallöjtnant Torsten Friis                 | 1 juli 1934      | 30 juni 1942      |
| 4  |  | Generallöjtnant Bengt Nordenskiöld            | 1 juli 1942      | 30 juni 1954      |
| 5  |  | Generallöjtnant Axel Ljungdahl                | 1 juli 1954      | 30 juni 1960      |
| 6  |  | Generallöjtnant Torsten Rapp                  | 1 juli 1960      | 30 september 1961 |
| 7  |  | Generallöjtnant Lage Thunberg                 | 1 oktober 1961   | 30 juni 1968      |
| 8  |  | Generalmajor Claës-Henrik Nordenskiöld (tf.)  | 1 juli 1968      | 30 september 1968 |
| 9  |  | Generallöjtnant Stig Norén                    | 1 oktober 1968   | 30 september 1973 |
| 10 |  | Generallöjtnant Dick Stenberg                 | 1 oktober 1973   | 30 september 1982 |
| 11 |  | Generallöjtnant Sven-Olof Olson               | 1 oktober 1982   | 30 september 1988 |
| 12 |  | Generallöjtnant Lars-Erik Englund             | 1 oktober 1988   | 30 september 1994 |
| Nr |  | Flygvapenchef (1994–1998)                     | Tillträdde       | Avgick            |
| 13 |  | Generallöjtnant Kent Harrskog                 | 1 oktober 1994   | 30 juni 1998      |
| Nr |  | Generalinspektörer för flygvapnet (1998–2003) | Tillträdde       | Avgick            |
| 14 |  | Generalmajor Jan Jonsson                      | 1 juli 1998      | 30 juni 2000      |
| 15 |  | Generalmajor Mats Nilsson                     | 1 juli 2000      | 2002              |
| 16 |  | Generalmajor Jan Andersson                    | 2002             | 2003              |
| Nr |  | Flygvapeninspektörer (2003–2013)              | Tillträdde       | Avgick            |
| 17 |  | Generalmajor Jan Andersson                    | 2003             | 2008              |
| 18 |  | Generalmajor Anders Silwer                    | 2008             | 2011              |
| 19 |  | Generalmajor Micael Bydén                     | 2012             | 2013              |
| Nr |  | Flygvapenchef (2014–)                         | Tillträdde       | Avgick            |
| 20 |  | Generalmajor Micael Bydén                     | 1 januari 2014   | 30 september 2015 |
| 21 |  | Generalmajor Mats Helgesson                   | 1 oktober 2015   | 30 september 2019 |
| 22 |  | Generalmajor Carl-Johan Edström               | 1 oktober 2019   | 2022              |
| 23 |  | Generalmajor Jonas Wikman                     | 14 December 2022 | ...               |